# Eucalyptus conferruminata
Eucalyptus conferruminata är en myrtenväxtart som beskrevs av D.J. Carr och S.G.M. Carr. Eucalyptus conferruminata ingår i släktet Eucalyptus och familjen myrtenväxter. Inga underarter finns listade i Catalogue of Life.

## Bildgalleri

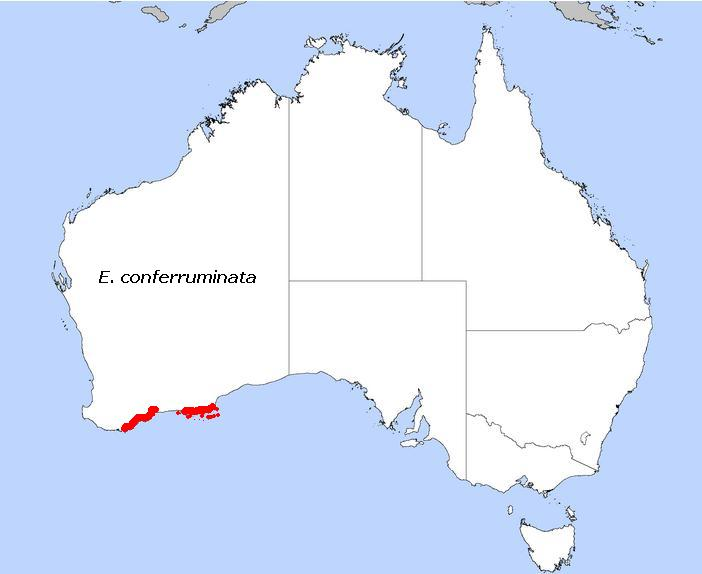
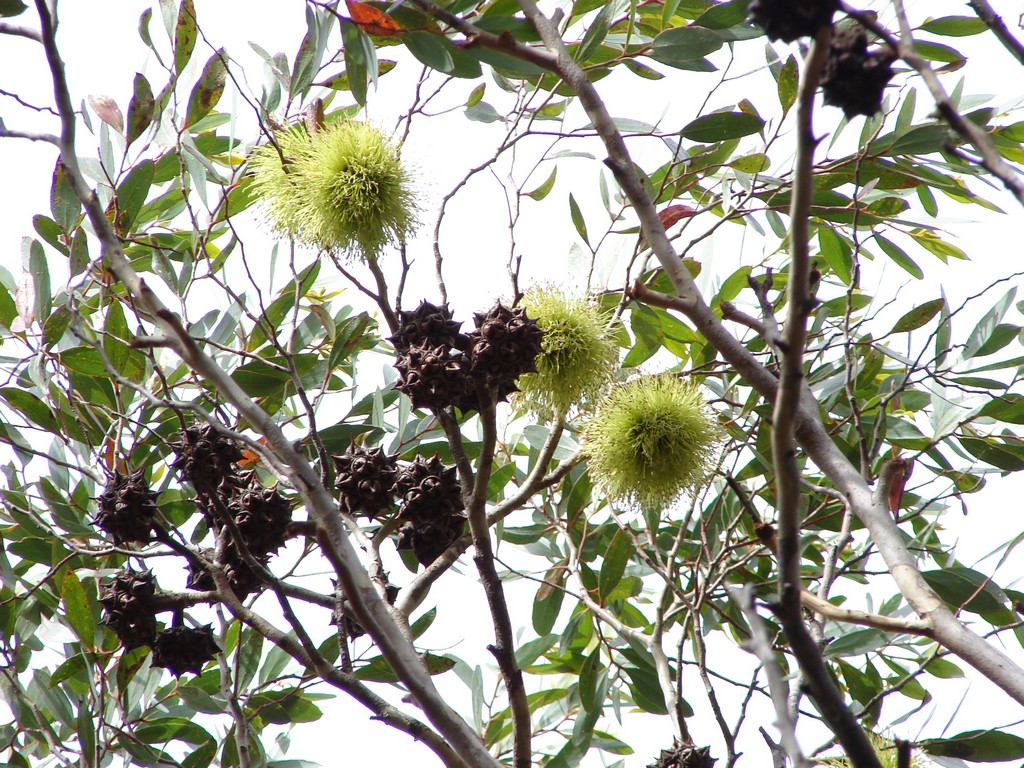
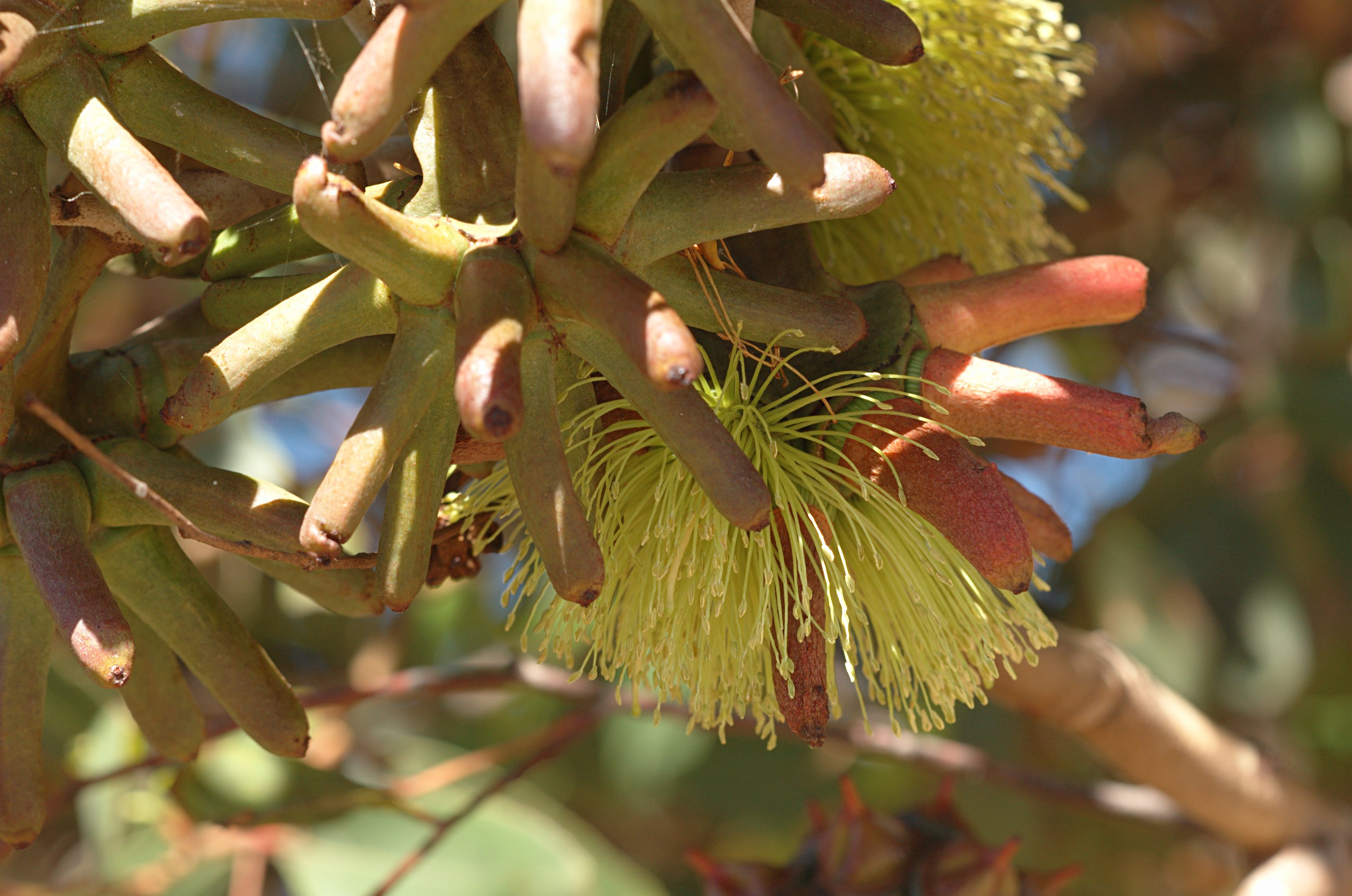
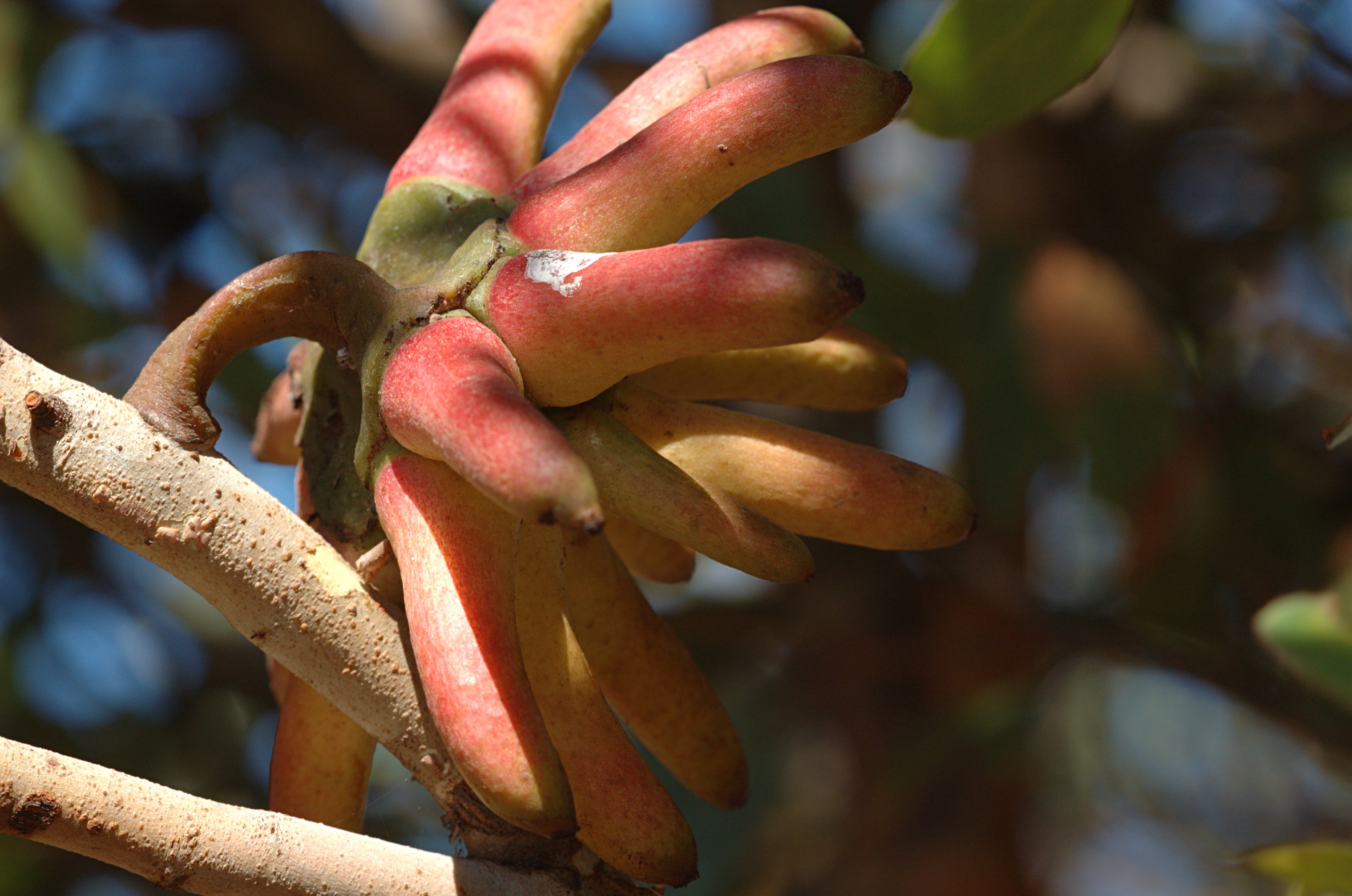
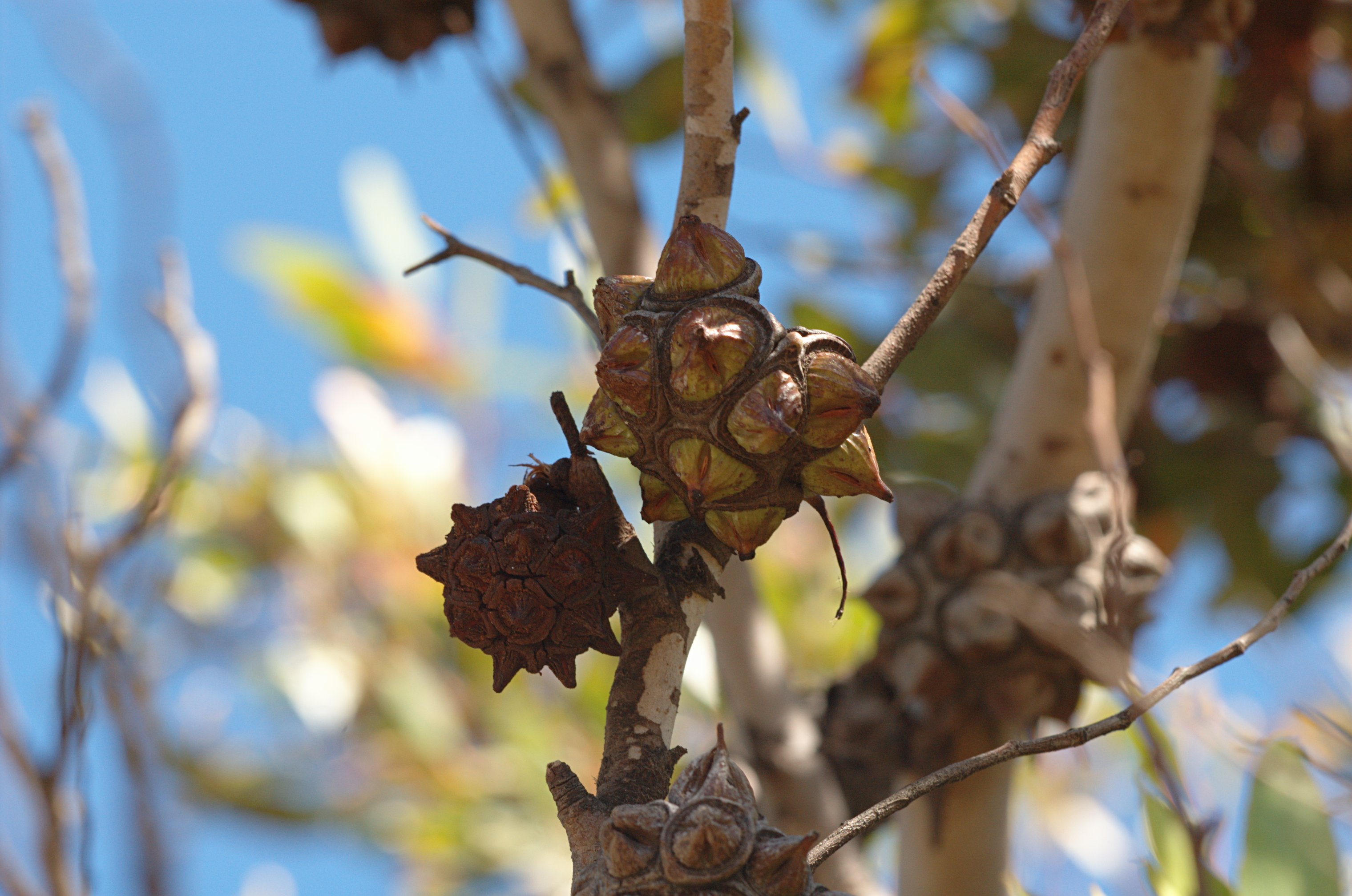
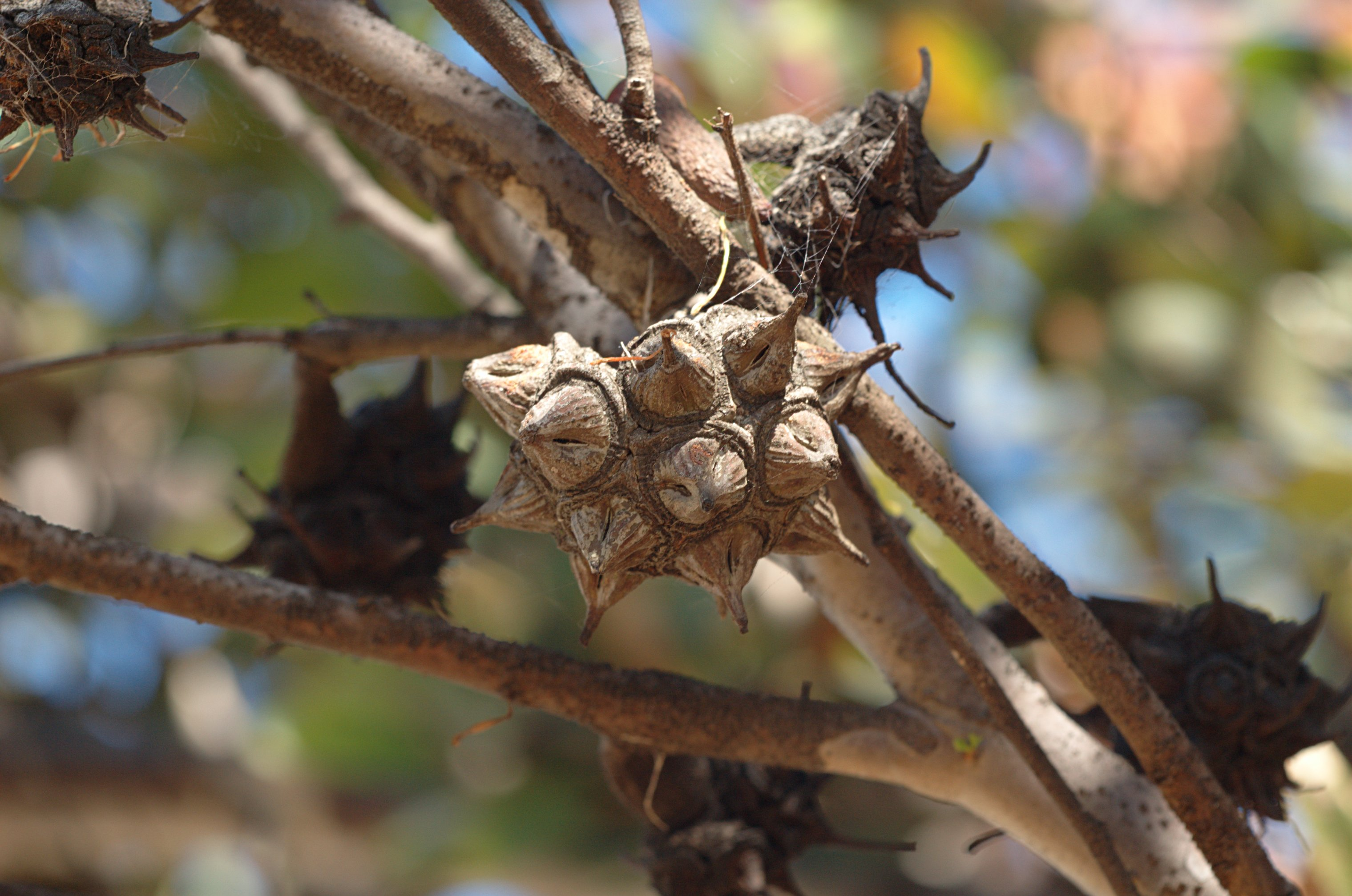